# Шахуня
Шахуня (на руски: Шахунья) е град в Русия, административен център на Шахунски район, Нижегородска област. Населението на града към 1 януари 2018 година е 20 049 души.